# Kasper Wrede
Casper (Kasper) Fabian Wrede af Elimä, född 24 oktober 1892 i Eura, död 16 oktober 1921 i Lakembe, Fiji, var en finländsk flygpionjär.
Wrede gjorde 1908 ett flygförsök på Kymmene älvs is med ett hemmabyggt plan och var sedermera verksam vid flygplansfabriker i Tyskland och USA.